# صدام علي (ملاكم)
صدام علي (بالإنجليزية: Sadam Ali) هو ملاكم عربي يمني، يشارك بالجنسية الأمريكية للوزن الخفيف.
ولد صدام علي في بروكلين بمدينة نيويورك عام 1988 ونشأ فيها، وله أربعة أخوات وأخ واحد. والداه مهاجران يمنيان مسلمان. بدأ صدام بممارسة الملاكمة في نادٍ بحي بيدفورد ستيفيسانت في سن الثامنة، بعد أن ألهمه الملاكم اليمني البريطاني نسيم حميد.
هو الآن صاحب سجل حافل ب 22 انتصار وخسارة واحدة .

## روابط خارجية
- صدام علي على موقع بوكس ريك (الإنجليزية) (registration required)
- صدام علي على موقع أوليمبيديا (الإنجليزية)